# Тајна броја седам
Тајна броја седам (енгл. What Happened to Monday) је дистопијски научнофантастични акциони трилер филм из 2017. године редитеља Томија Вирколе и главне улоге играју Номи Рапас, Глен Клоус и Вилем Дафо. Написали су га Макс Боткин и Кери Вилијамсон. Радња прати породицу идентичних септуплета (седам генетски идентичних девојака) који живе у свету у коме је због пренасељености сваком домаћинству дозвољено само једно дете. Када једна од сестара нестане, остале је морају пронаћи док спољном свету остају непознате.
Филм је биоскопски издат 18. августа 2017. године у Европи и Азији, док је Netflix дистрибуирао филм у Сједињеним Државама, Уједињеном Краљевству и Латинској Америци. За разлику од већине европских земаља, филм није биоскопски издат у Србији. Премијера филма била је 8. фебруара 2020. године у Србији путем Netflix-а. Филм је добио мешовите критике критичара.

## Радња
Око 2043. године, пренасељеност је проузроковала светску кризу, што је резултирало строгом политиком једног детета коју спроводи Биро за додељивање деце. Сва деца, осим најстарије деце, стављају се у крио-сан. Електронске наруквице прате све грађане.
Карен Сетман умире рађајући идентичне сестре септупле. Њихов деда, Теренс, даје им имена по данима у недељи и обучава их да се представљају као једице назване по мајци, а кућу напуштају само на дан њиховог имена. Теренс осигурава да свакодневно деле информације и репликују све физичке незгоде које мењају њихов изглед. Сестре користе перике и шминку како би прикриле било које идентификационе карактеристике. Након што се млада Четвртак искраде из стана и повреди се скејтбордингом, Теренс ампутира део кажипрста сваке сестре како би имитирао њену повреду.
Године 2073, Понедељак припрема своју маску, нервозна због одржавања презентације. На контролном пункту, Понедељак наилази на Адријана Ноулса, агента Бироа који флертује са њом. У банци, колега Понедељка, Џери, конкурент за унапређење, наговештава да је уцењује.
Када се Понедељак не успе да се врати кући, Уторак се враћа њеним корацима. Уторак сазнаје да је Понедељак добила унапређење и срела се са Џерријем у бару. Пре него што она може даље да истражује, агенти Бироа је задржавају и прекидају комуникацију. У Бироу, Адријан види да Уторак прате до ћелије, где упознаје Николез Кејман, шефицу Бироа и кандидаткињу за парламент. Кејманова каже да зна за сестре Уторка, а када Уторак понуди мито, Кејманова открива да је и Понедељак понудио исти договор. Кајманова налаже агентима Бироа за атентат на сестре Уторка.
Агенти Бироа користе одсечено око како би заобишли скенер мрежњаче код куће Сетманових. Сестре убијају агенте, али Недеља је убијена. Сазнавши да око припада Уторку, сестре сумњају да их је Џери можда оцинкарио. Следећег дана, Среда одлази без маскирања и суочава се са Џеријем. Открива да је „Карен” промоцију добила када је послала милионе евра на Кајманову како би финансирала њену кампању. Након што снајпериста Бироа убије Џерија, Среда је побегла из његовог стана.
Остали даљински воде Среду на сигурно, али их прекидају када се Адријан појави у стану сестара забринут због „Карен”. Претпостављајући да је Адријан у вези са једном од њих, Четвртак убеђује Суботу да оде с њим. Субота, која је била невина, има секс са Адријаном у његовом стану. Она тајно повезује њихове наруквице, као што је предложила Петак, омогућавајући Петку да провали у систем Бироа. На видео-фиду, сестре верују да су пронашле Понедељак у ћелији. У међувремену, агенти Бироа сатерују у ћошак и убијају Среду. Након што је Адријан напустио свој стан, агенти Бироа стижу и убијају Суботу након што она каже својим сестрама да је Понедељак у вези са Адријаном. У стан сестара истовремено упада одред Бироа који предводи Џо, шеф обезбеђења Бироа. Признајући да не може сама да преживи, Петак се жртвује дизањем у ваздух њиховог стана да би Четвртак могла да побегне и спаси Понедељак.
Адријан чује за инцидент и жури назад у стан Сетманових. Четвртак се суочава са њим у његовом аутомобилу, кривећи га за смрт њених сестара. Адријан сада схвата да је „Карен” претпостављени идентитет неколико сестара и тврди да воли Понедељак, док пристаје да помогне у спашавању. Адријан се ушуњао у седиште Бироа са Четвртком у торби за тело. Она потајно снима дете у крио-сну. Уместо да се смрзне, дете се спаљује. Адријан и Четвртак откривају да је Уторак у ћелији са уклоњеним једним оком. Траже Понедељак, да би открили да их је оцинкарила Кајмановој.
На прикупљању средстава за Кајманину кампању, Четвртак и Понедељак туку се у женском тоалету, а Четвртак је случајно пуцала у Понедељак. У међувремену, Уторак и Адријан приказали су видео-снимке о спаљивању детета које је снимила Четвртак, остављајући све присутне у шоку и узрокујући да се Кајманова онесвести од ужаса. Сада трауматизована маса усмерава пажњу на Кајманову која инсистира да је учинила оно што је било потребно (тврдећи да додатна браћа и сестре никада нису патили) и бесно се суочава са Четвртком, давећи је, пре него што је телохранитељи не одмакну од Четвртка. Понедељак излази из тоалета машући пиштољем. Џо пуца у Понедељак, мислећи да намерава да убије Кајманову, а Адријан пуца Џоа.
Док гомила бежи, Понедељак открива Четвртку да је трудна и тражи од ње да не дозволи Бироу да узми њене нерођене близанце. Четвртак схвата да је Понедељак жртвовала своје сестре, реплицирајући им деду који им је одсекао прсте, како би заштитила своју децу. Понедељак умире од њених рана. Укида се Закон о додели дјеце, а Кајмановој прети смртна казна. Четвртак, Адријан и Уторак (са новим вештачким оком) посматрају како се близанци понедељка и Адријана развијају у вештачкој материци. Уторак проглашава Тери својим новим именом, док Четвртак њено проглашава Карен (од сада постаје „права” Карен Сетман). Док се камера гаси, стотине беба је виђено како плачу на једном огромном одељењу, док се медицинско особље брине о њима.

## Улоге
| Глумац          | Улога                                                                          |
| --------------- | ------------------------------------------------------------------------------ |
| Нуми Рапас      | Карен Сетман – Понедељак, Уторак, Среда, Четвртак, Петак, Субота и Недеља      |
| Клара Рид       | мала Карен Сетман – Понедељак, Уторак, Среда, Четвртак, Петак, Субота и Недеља |
| Вилем Дафо      | Теренс Сетман                                                                  |
| Глен Клоус      | др Николет Кејмен                                                              |
| Марван Кензари  | Адријан Ноулс                                                                  |
| Кристијан Рубек | Џо                                                                             |
| Пол Свере Хаген | Џери                                                                           |
| Томива Едун     | Еди                                                                            |
| Кејси Клер      | Закија                                                                         |
| Роберт Вагнер   | Чарлс Бенинг                                                                   |

## Продукција
Филм је првобитно написан за мушкарца, али редитељ Томи Виркола одувек је желео да ради са Нуми Рапас. Идеју да жена буде главни протагониста представио је продуценткињи Рафаели де Лаурентис која је пристала на ту идеју. Виркола су инспирисали филмови попут Потомци и Истребљивач због свог реализма и изградње света. Филм је сниман у Румунији током 94 дана са буџетом од 20 милиона америчких долара.

## Издање
Премијера филма Тајна броја седам била је у новембру 2017. године на Лондонском фестивалу. Права за стриминг откупио је Netflix.

## Пријем
Rotten Tomatoes, агрегатор рецензија, извештава да је 58% од 36 анкетираних критичара дало филму позитивну оцену, са просечном оценом 5,8/10. Према Metacritic-у, који је на основу 12 критичара израчунао пондерисану просечну оцену 47 од 100, филм је добио „мешовите или просечне критике”.
Џесика Кјанг из Variety-ја назвала га је „смешним, насилним, забавно-глупим научнофантастичним акционаром”. Кјангова је рекла да ће, иако је пун рупа у заплету и Рапаасини ликови слабо окарактерисани, вероватно постати култни филм.